# Паризівці
Паризівці (словац. Parihuzovce) — село в Словаччині, Снинському окрузі Пряшівського краю. Розташоване в північно-східній частині Словаччини, біля кордону з Польщею.

## Історія
Давнє лемківське село. Вперше згадується у 1567 році.

## Церква
В селі є православна церква з 1801 р.

## Населення
| Рік:            | 1993 | 2003     | 2013     | 2023     |
| --------------- | ---- | -------- | -------- | -------- |
| Кількість осіб: | 42   | 28       | 32       | 27       |
| Різниця:        |      | -33,33 % | +14,28 % | -15,62 % |

| Рік:            | 2022 | 2023     |
| --------------- | ---- | -------- |
| Кількість осіб: | 31   | 27       |
| Різниця:        |      | -12,90 % |

В селі проживає 25 осіб.
Національний склад населення (за даними останнього перепису населення — 2001 року):
- словаки — 46,43 %
- русини — 39,29 %
- українці — 10,71 %

Склад населення за приналежністю до релігії станом на 2001 рік:
- православні — 60,71 %,
- римо-католики — 17,86 %,
- греко-католики — 14,29 %,
- не вважають себе віруючими або не належать до жодної вищезгаданої церкви — 7,14 %

## Видатні люди
- Дацко Юрій (1931) — український журналіст і театральний діяч у Словаччині.